# Sitneši Mali
Sitneši Mali je naseljeno mjesto u sastavu općine Srbac, Republika Srpska, BiH.

## Stanovništvo
| Sitneši Mali       |              |
| Godina popisa      | 1991.        |
| Srbi               | 477 (97,35%) |
| Hrvati             | 1 (0,20%)    |
| Muslimani          | 1 (0,20%)    |
| Jugoslaveni        | 5 (1,02%)    |
| ostali i nepoznato | 6 (1,22%)    |
| ukupno             | 490          |